# SMS Moltke (1878)
El SMS Moltke fue una fragata de crucero de la Armada Imperial de Alemania con tres mástiles y aparejo de fragata.  

## Historial

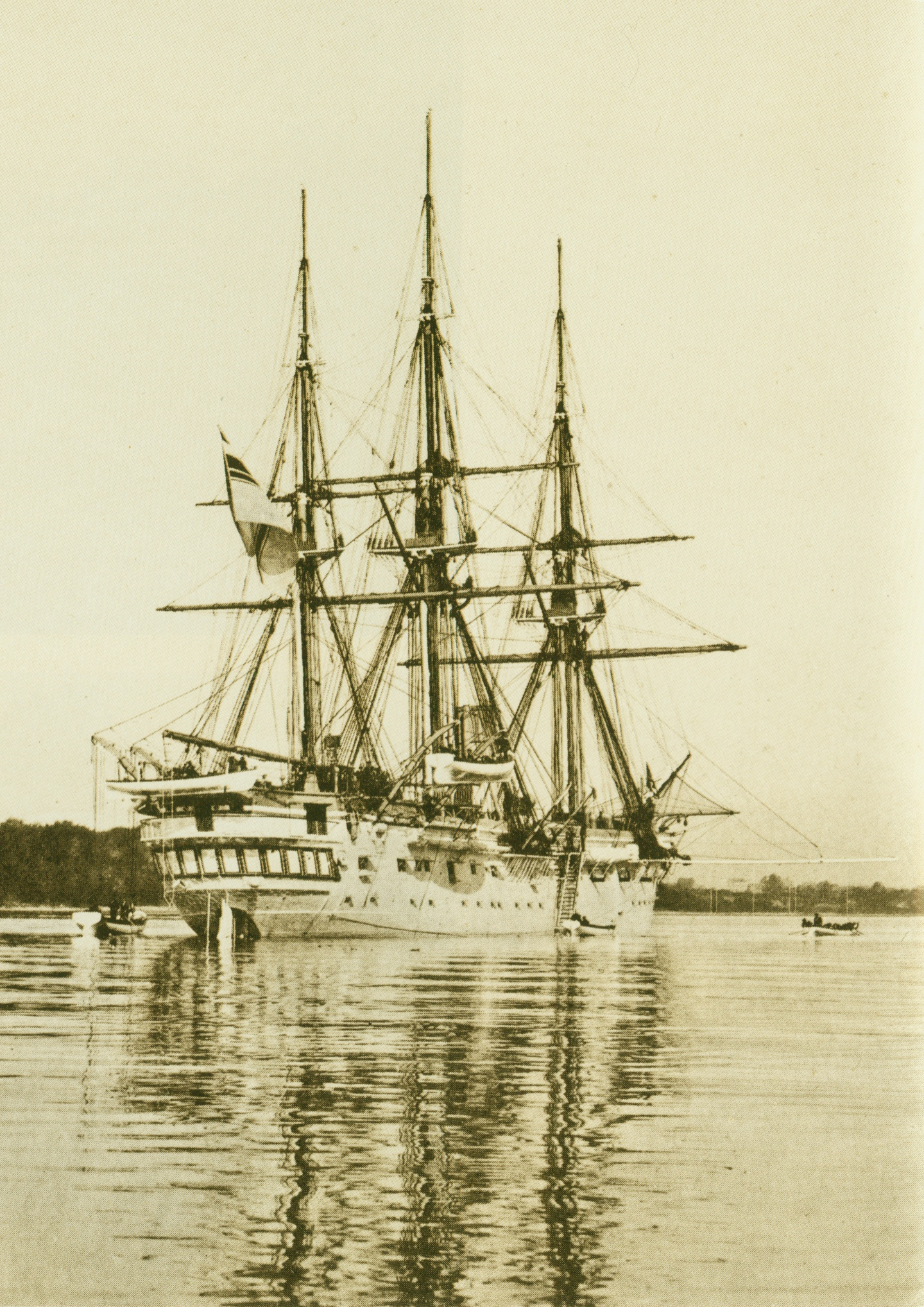
SMS Moltke

Su construcción comenzó en 1875, fue botado el 18 de octubre de 1877 y asignado el 16 de abril de 1878. Tenía un casco de hierro no blindado y su propulsión corría a cargo de una máquina de vapor. El buque recibió su nombre en memoria al Mariscal de Campo prusiano Helmuth von Moltke y sirvió como buque de entrenamiento de cadetes y guardiamarinas, como los demás buques de su clase.

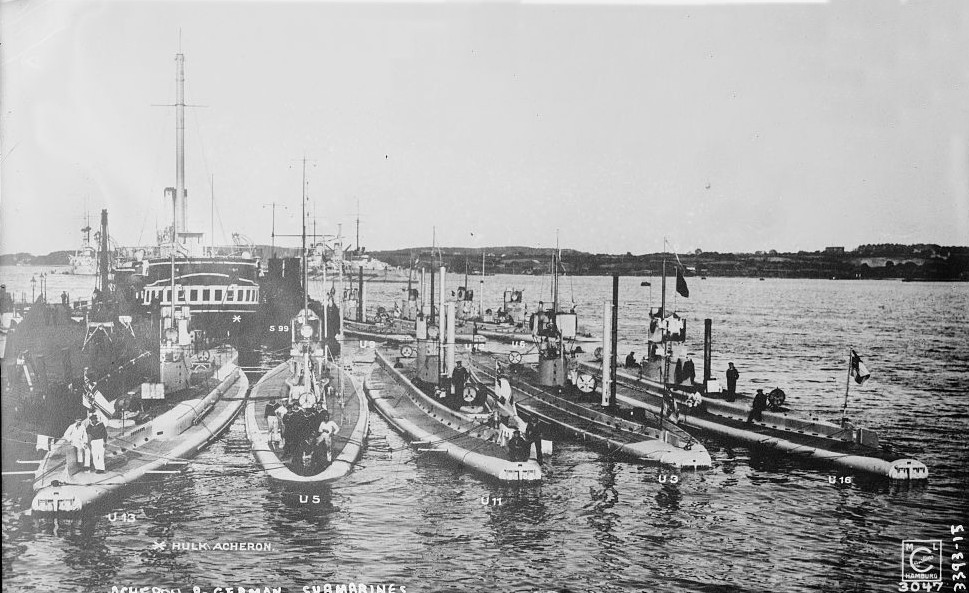
El Moltke sirviendo como apoyo a submarinos.

El 28 de octubre de 1911, el SMS Moltke fue renombrado Acheron, ya que su nombre se había dado al nuevo crucero de batalla, asignado a la Armada Imperial el 30 de septiembre del mismo año.
El Acheron fue reclasificado y convertido en pontón, para servir como base para las tripulaciones de submarinos de la base naval de Kiel. El casco del Acheron fue desguazado en 1920.

## Buques gemelos
- Buque Escuela SMS Bismarck
- Buque Escuela SMS Blücher
- Buque Escuela SMS Stosch
- Buque Escuela SMS Stein
- Buque Escuela SMS Gneisenau